# Gene Sedric
Eugene "Honeybear" Sedric (San Luis, de Misuri, 17 de junio de 1907-Nueva York, 3 de abril de 1963) fue un músico estadounidense de jazz tradicional, saxofonista tenor y clarinetista.

## Historial
Comenzó su carrera en los riverboats, tocando en las bandas de Fate Marable o Dewey Jackson, uniénodse en 1922 a la orquesta de Ed Allen. Después se traslada a Nueva York (1923), donde toca con Sam Wooding, permaneciendo con él hasta 1932. Después trabaja usualmente con Fats Waller hasta entrados los años 1940, salvo en el periodo 1938-39, que se incorpora a la big band de Don Redman. Después, en dos ocasiones (1943 y 1946), forma su propia orquesta. Ya en los 50, tocará con Bobby Hackett y Mezz Mezzrow.
Fue el responsable de enseñar a tocar el clarinete a Woody Allen, según cuenta el propio cineasta en sus memorias.

## Galería

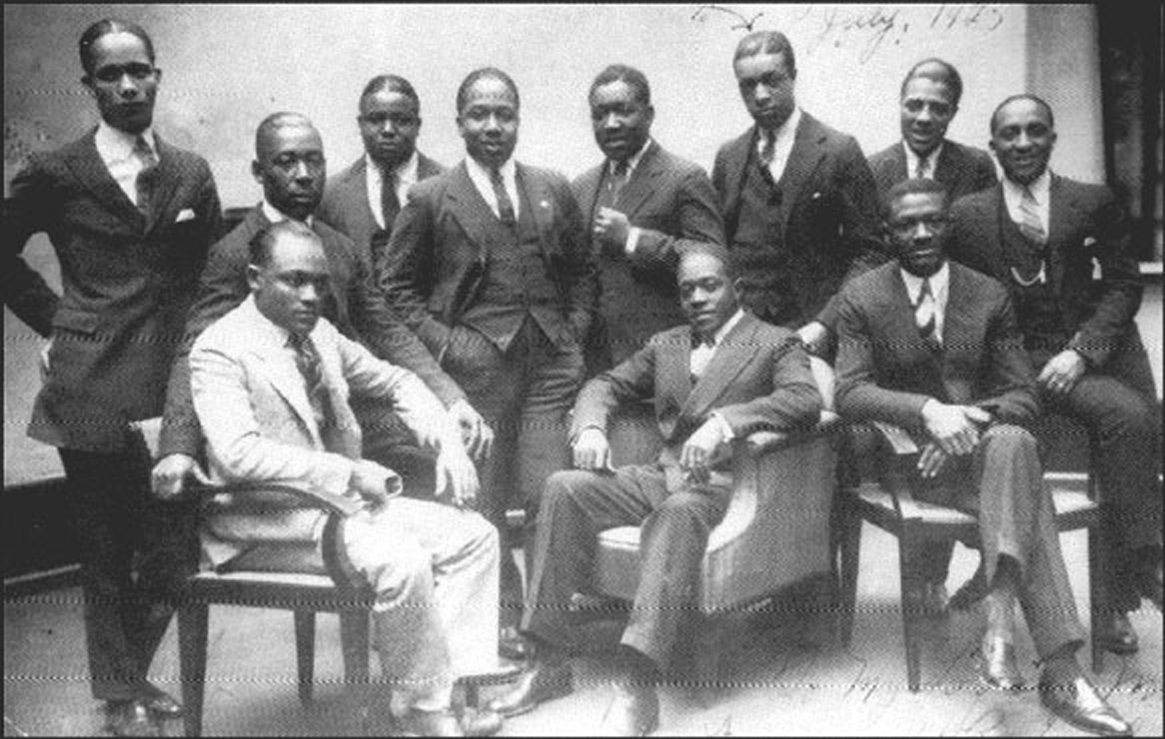
Orquesta del pianista Sam Wooding en 1925. Gene Sedric es el segundo por la izquierda de los que están de pie. Wooding es el que está sentado en el centro. Se ve también al trompetista Tommy Ladnier, con traje blanco.